# Paolo Bergamo
Paolo Bergamo (Collesalvetti, 21 de abril de 1943) es un exárbitro de fútbol italiano y ex designador de los árbitros de la Serie A y Serie B. 

## Carriera

### Árbitro
Futbolista juvenil del U.S. Livorno juega en la Serie C en Pietrasanta, Carrarese, Vis Pesaro. Debido a una lesión en 1968, comenzó a arbitrar.
Hizo su debut en la máxima categoría en 1975 y en 1978 fue promovido a la categoría internacional. El 29/09/1979 arbitró la final de los Juegos Mediterráneos Yugoslavia - Francia en Split. En noviembre de 1979, suspendió un Milan-Napoli a los tres minutos del segundo tiempo debido a la niebla, una decisión que lo hizo ser acusado de fraude por parte de los fanáticos ya que después de la primera mitad no tenían derecho a un reembolso de entradas. En 1981 durante el partido de la Juventus-Roma de la fecha 28, anuló un gol al jugador romanista Maurizio Turone por fuera de juego desatando la ira de los fanáticos. En mayo del mismo año participó en el Campeonato de Europa Sub-21 en Alemania. Al año siguiente arbitró la final 1981-1982 de la Copa Italia, ganada por los neroazzurri, y dos años después fue elegido para el campeonato de fútbol europeo de 1984, y fue designado para la semifinal Francia-Portugal, ganada por Francia 3-2 después del tiempo extra.
Terminó su carrera en 1988, después de 83 apariciones en la Serie B y 155 apariciones en la Serie A incluyendo algunos "clásicos" del campeonato. Obtuvo algunas distinciones de la F.I.G.C. como mejor árbitro, en la Serie D en 1970/71 el premio Bertolio, en 1971/72 el premio Silvano en la Serie C, en 1973/74 en la Serie B el premio Orlandini, en 1975/76 el premio "Florindo Longagnani" (más tarde convertirse en el Premio "Giorgio Bernardi") como mejor debutante en la Serie A, el prestigioso Premio Giovanni Mauro en 1981 y en 1983/84 el premio Dattilo a la actividad internacional. En 1993, se le otorgó la Estrella de Plata.

### Dirigente
Paolo Bergamo, después de haber sido presidente del Comité Toscano de la AIA, se convirtió en designador de árbitros en la Serie A en 1999 junto con su colega Pierluigi Pairetto, y ocupó el cargo hasta 2005, cuando decidió voluntariamente renunciar debido a las críticas contra su trabajo. De 2000 a 2002 formó parte de la Comisión de Arbitraje de la UEFA. De 2002 a 2006 ocupó el mismo puesto a nivel FIFA y participó en la Copa Confederaciones 2003 en Francia; en los Juegos Olímpicos de 2004 en Atenas; en la Copa Confederaciones 2005 en Alemania; en la Copa Mundial Sub-20 de 2005 en Perú; en la Copa mundial de fútbol de 2006 en Alemania.

#### El escándalo del Calciopoli
En 2006 estuvo implicado en la investigación de Calciopoli, ya que, según la acusación, se lo consideraba un componente del sistema de poder regido por Luciano Moggi, y que incluiría, entre otros, a su colega, el designador de árbitros Pierluigi Pairetto.
El 17 de diciembre de 2013, el Tribunal de Apelación de Nápoles decidió que se anule la sentencia de primera instancia en su contra y que el juicio comience nuevamente desde el principio.
- Datos: Q843696